# Lepidosauria
Lepidosauria je početný a rozšířený nadřád plazů, kteří jsou obvykle pokrytí částečně se překrývajícími šupinami.

## Klasifikace
Zahrnuje řády šupinatí (Squamata), dnes nejpočetnější skupinu plazů, a haterie (Sphenodonta). Šupinatí zahrnují podřády ještěři (Sauria), hadi (Serpentes) a dvouplazi (Amphisbaenia). Prastarý řád Sphenodonta zahrnuje dnes pouze dva recentní druhy haterií, žijících na ostrůvcích poblíž Nového Zélandu. Celkem obsahuje nadřád Lepidosauria přibližně 9000 druhů z celkem 9500 recentních druhů plazů.
Navzdory rozšířenému názoru nebyli populární dinosauři zástupci skupiny šupinatých, nepatřili tedy mezi ještěry ani jejich blízké příbuzné. Dinosauři byli zástupci kladu Archosauria, nikoliv Lepidosauria.

## Rozměry
Největšími zástupci tohoto kladu byli druhohorní mosasauři, menší až obří draví mořští plazi, dosahující délky až přes 15 metrů.